# Маестро (филм, 2023)
„Маестро“ (на английски: Maestro) е американски биографичен драматичен филм от 2023 година за живота на великия музикант Ленард Бърнстайн на режисьора Брадли Купър.

## Сюжет
Внимание:  Текстът по-долу разкрива сюжета на произведението (или части от него)!
Филмът започва със 70-годишния Ленард Бърнстайн, който свири на пиано откъс от своята опера „Тихо място“, преди да бъде интервюиран и да спомене значителното влияние, което съпругата му Фелисия е оказала върху него.
Действието се пренася в 1943 г. Диригентът Бруно Уолтър, поканен да свири в Нюйоркската филхармония, се разболява и е заменен от неизвестен 25-годишен асистент на име Ленард Бърнстайн. Спектакълът има изключителен успех и Бърнстайн става известен. От този момент започва неговият път на велик диригент и музикант. Въпреки че Ленард има хомосексуална връзка с кларинетиста Дейвид Опенхайм, той се влюбва в амбициозната актриса Фелисия Монтеалегре на парти и те започват да се срещат. Бърнстайн се разделя с Дейвид и се жени за Фелисия и имат три деца: Джейми, Александър и Нина.
До средата на 50-те години Бърнстайн е международно известен диригент и музикант, който е написал няколко успешни опери и бродуейски мюзикъли, включително „Кандид“ и „Уестсайдска история“. Но въпреки законния си брак, Ленард продължава да се среща с млади момчета, злоупотребява с алкохол и психоактивни вещества и това отравя семейния му живот с Фелисия. На един ден на благодарността, след като Ленард се прибира късно в апартамента си след пореден запой, той се скарва с Фелисия и прекъсва връзката си с нея, но двойката остава женена.
През 1978 г., Фелисия е диагностицирана с рак на гърдата, който е метастазирал в белите дробове, и въпреки операцията и химиотерапията, тя умира в ръцете на Ленард. С разбито сърце Бърнстайн и децата му напускат луксозния си дом, където Фелисия е починала.
Минават години до 1987 г., когато е показан Ленард да преподава дирижиране. Той отново е весел, изпълнен с креативност, а освен това непрекъснато върти любовни връзки с младите си ученици.
В края на филма действието се измества обратно към интервюто, където старият Бърнстейн, винаги пушейки цигара в ръката си, признава, че Фелисия му липсва ужасно, а в неговата памет изскача нейният образ и как тя влиза в двора им, когато са млади.

## Актьорски състав
| Актьор         | Роля                                                                                                 |
| -------------- | --- |
| Брадли Купър   | Ленард Бърнстайн                                                                                     |
| Кери Мълиган   | Фелисия Монтеалегре – съпругата на Бърнстайн                                                         |
| Мат Бомър      | Дейвид Опенхайм – американски кларинетист и продуцент на класическа музика и телевизия               |
| Винченцо Амато | Бруно Зирато – личен мениджър на различни певци и управляващ директор на Нюйоркската филхармония     |
| Майкъл Ури     | Джеръм Робинс – американски танцьор, хореограф и режисьор                                            |
| Брайън Клъгман | Арън Копланд                                                                                         |
| Ник Блемайър   | Адолф Грийн – американски текстописец и драматург                                                    |
| Малори Портной | Бети Комдън – американска текстописка, драматуржка и сценаристка, дългосрочен съавтор на Адолф Грийн |
| Сара Силвърман | Шърли Бърнстайн – сестрата на Ленард Бърнстайн                                                       |
| Ясен Пеянков   | Серж Кусевицки – руски и американски диригент, композитор и контрабасист                             |
| Закари Бут     | Майкъл Уейджър – американски филмов и телевизионен актьор                                            |
| Мая Хоук       | Джейми Бърнстайн – най-голямата дъщеря на Ленард Бърнстайн                                           |
| Гидиън Глик    | Томас Уолтър Котран – американски музиколог и композитор                                             |
| Джош Хамилтън  | Джон Джонас Груен – американски изкуствовед                                                          |